# Eurocoelotes inermis
Eurocoelotes inermis is een spinnensoort in de taxonomische indeling van de nachtkaardespinnen (Amaurobiidae).
Het dier behoort tot het geslacht Eurocoelotes. De wetenschappelijke naam van de soort werd voor het eerst geldig gepubliceerd in 1855 door Ludwig Carl Christian Koch.